# ソーガス (マサチューセッツ州)
ソーガス（Saugus）は、アメリカ合衆国マサチューセッツ州のエセックス郡にある町。人口は2万8619人（2020年）。ボストンの北東20キロメートルに位置している。

## 歴史
1629年入植開始、1815年に法人化し「ソーガス町」が誕生した。
1646年に建設されたソーガス製鉄所（en:Saugus Iron Works National Historic Site）はアメリカ合衆国最初の製鉄所である。一旦解体されたが、1950年代に復元され博物館として公開されている。

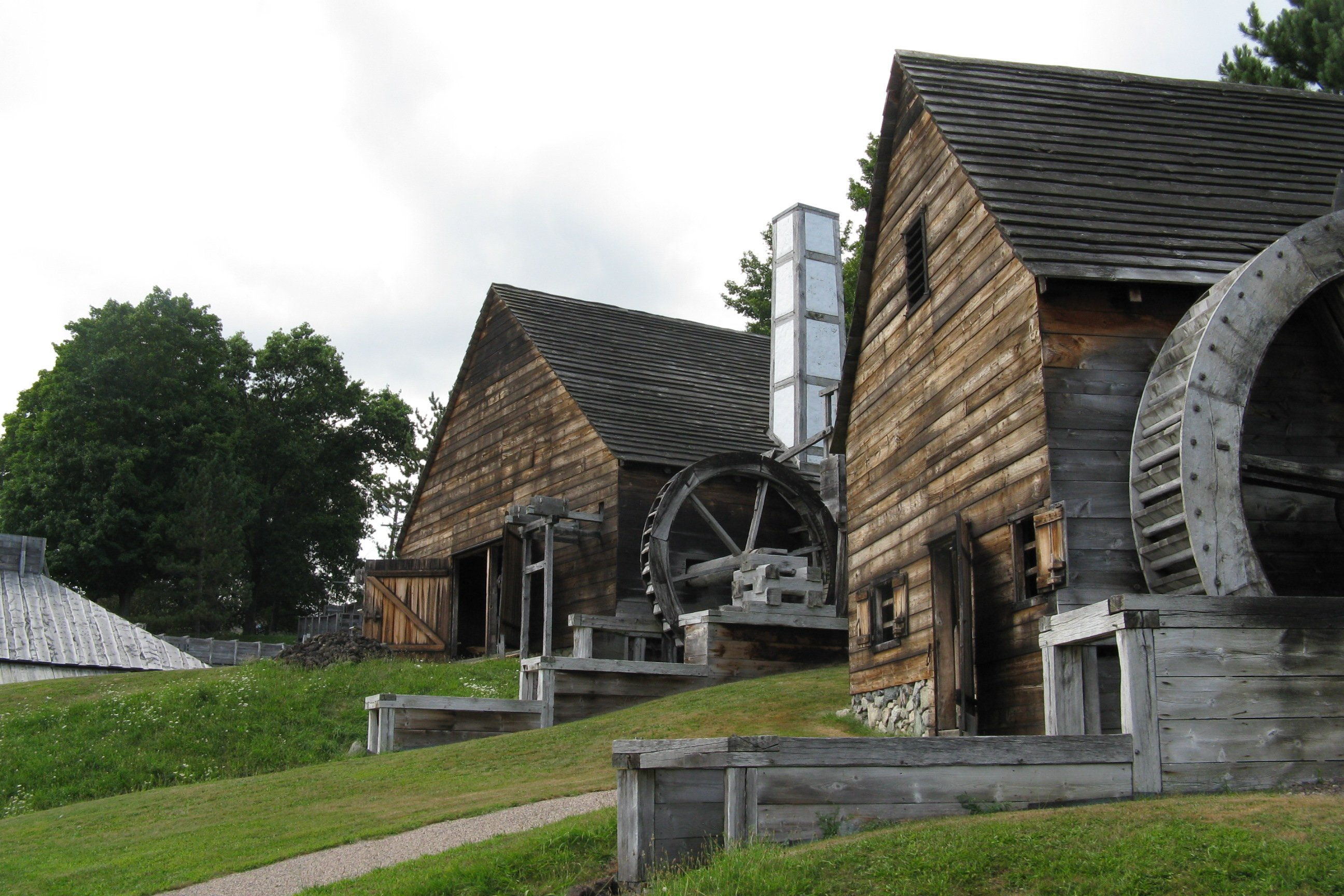
ソーガス製鉄所